# 馬吉里歐·歐多尼茲
馬吉里歐·歐多尼兹（Magglio Ordóñez，1974年1月28日—），委內瑞拉職業棒球明星，出生于加拉加斯，現已退休。他於1997年正式登上美国职业棒球大联盟，當時所屬球隊是芝加哥白襪隊，后因受伤被白袜队放弃，转投底特律老虎队，效力至2011年，並於2012年退休。

## 外部連結
- 球員資訊和成績在MLB，ESPN，Baseball-Reference，Fangraphs，The Baseball Cube（英文）